# Maksîmivka, Novîi Buh
Maksîmivka (în ucraineană Максимівка) este un sat în comuna Novoiuriivka din raionul Novîi Buh, regiunea Mîkolaiiv, Ucraina.

## Demografie
Componența lingvistică a localității Maksîmivka
     Ucraineană (92,53%)
     Rusă (7,05%)
     Alte limbi (0,41%)
Conform recensământului din 2001, majoritatea populației localității Maksîmivka era vorbitoare de ucraineană (92,53%), existând în minoritate și vorbitori de rusă (7,05%).